# Yby Ya’ú
Yby Ya’ú – dystrykt (distrito) w środkowo-wschodnim Paragwaju, w departamencie Concepción o powierzchni 2420 km². Stanowi jeden z 6 dystryktów departamentu. W 2002 roku zamieszkany był przez 19 764 osoby. Miejscowość Yby Ya’ú jest jedynym ośrodkiem miejskim na obszarze dystryktu. Utworzony został w 1984 roku.

## Położenie
Graniczy z Brazylią od północy i czterema dystryktami:
- Bella Vista na północy,
- Pedro Juan Caballero na wschodzie i południu
- Horqueta na południu i zachodzie,
- Concepción na zachodzie.

## Demografia
W 2002 roku dystrykt zamieszkiwały 19 764 osoby, w tym 3331 (16,9%) osób stanowiła ludność miejska. W 1992 roku populacja dystryktu liczyła  20 184 osoby, w tym 3060 (15,2%) osób mieszkało na terenach miejskich.